# Policyjna opowieść 2013
Policyjna opowieść 2013 (oryg. Jingcha gushi 2013 / 警察故事2013) – hongkońsko–chiński kryminalny dramat filmowy w reżyserii Ding Shenga, którego premiera odbyła się 24 grudnia 2013 roku. Film należy do serii Policyjna opowieść.

## Obsada
Źródło: Filmweb

- Jackie Chan – detektyw Zhong Wen
- Yu Rongguang
- Huang Bo
- Liu Ye – Wu Jiang
- Jing Tian – Miao Miao
- Wang Zhifei
- James Loja – Tommy
- Wei Na – Na Na
- Liu Peiqi – szef Zhang
- Liu Yiwei – dyrektor generalny Niu
- Wang Haixiang – robotnik
- Yue Wu – blondyn
- Yin Tao – Lan Lan
- Alexandre Bailly – walczący w klatce
- Andreas Nguyen – walczący w klatce
- Max Huang – walczący w klatce

## Produkcja
Kręcenie filmu rozpoczęto w listopadzie 2012 roku w Pekinie. W lutym 2013 roku zakończono kręcenie i rozpoczęto postprodukcję. Film był kręcony także w Colts Neck w stanie New Jersey.

## Promocja i premiera
Film był promowany w kwietniu 2013 roku podczas MFF w Pekinie. W maju Jackie Chan promował film podczas 66 Międzynarodowego Festiwalu Filmowego w Cannes.
Premiera filmu odbyła się 24 grudnia 2013 roku w Chińskiej Republice Ludowej, Singapurze i Wietnamie. W Hongkongu premiera odbyła się 16 stycznia 2014 roku.

## Odbiór
W dniu premiery w Chińskiej Republice Ludowej film uplasował się na pierwszym miejscu wyświetlanych filmów w tym kraju oraz ustanowił nowy rekord dochodu pierwszego dnia, gdy wyniósł on 68 100 000 renminbi (11 200 000 dolarów amerykańskich). Film stanowił wówczas 38,7% wyświetlanych filmów. Po sześciu dniach Jing cha gu shi 2013 zarobił 45 700 000 dolarów amerykańskich. Film zarobił 533 000 000 renminbi (86 800 000 dolarów amerykańskich).